# Coop Adriatica
Coop Adriatica è stata una delle grandi cooperative di consumatori del sistema Coop, e come tale ha aderito all'ANCC della Lega Nazionale delle Cooperative e Mutue e al consorzio cooperativo Coop Italia.
Insieme alle grandi cooperative Coop Consumatori Nordest e Coop Estense e alle medie cooperative Coop Casarsa, Coop Eridana, Coop Reno (nonché ad alcune piccole Coop in Emilia-Romagna, Triveneto, Marche ed Abruzzo) ha aderito al Distretto Adriatico.
Il 1º gennaio 2016 si è fusa con Coop Consumatori Nordest e Coop Estense nella più grande cooperativa di consumatori italiana ed europea: Coop Alleanza 3.0.
Coop Adriatica è stata la prima Coop italiana per numero di punti vendita (197).

## Storia

### Dalle origini all'arrivo in Veneto
Il primo nucleo di Coop Adriatica fu la Cooperativa Bolognese di consumo, fondata nel 1911 era quindi confluita nell'Ente Autonomo dei Consumi e ricostruita nel 1935 a seguito del fallimento dell'Ente. La cooperativa superò gli anni del fascismo e della guerra e rilevò una parte consistente degli spacci dell'Ente.
Dopo la guerra, nel 1945 la ragione sociale cambiò in Cooperativa di consumo del popolo di Bologna (conosciuta come "La Bolognese"), con 17 spacci. Negli anni successivi iniziò un processo di fusione con alcune cooperative circostanti, arrivando nel 1954 a gestire 54 spacci.
Per quanto fosse la più grande cooperativa dell'Emilia-Romagna, ebbe comunque notevoli problemi di gestione, con perdite di bilancio e stagnazione nelle vendite, dovute sia all'obsolescenza della rete di vendita sia all'aumento della concorrenza. Per uscire dalla crisi nel 1964 venne eletto presidente Luciano Calanchi, proveniente dalla locale Federcoop (associazione territoriale della Lega delle Cooperative), che sviluppò un progetto di risanamento, che ebbe successo e permise alla "Bolognese" di tornare in utile nel 1967.
Riportati i conti al bello, si decise di procedere alla fusione con le piccole cooperative della provincia, cosicché nel 1968, dalla fusione della "Bolognese" con altre 10 cooperative nacque Coop Bologna, con 197 punti vendita tutti di tipo tradizionale. Delle 30 cooperative rimaste nella provincia molte confluiranno negli anni successivi.
Iniziò un progetto per ammodernare la rete, con l'apertura di supermercati, che incontrò in parte l'opposizione dei soci, che non vedevano bene la possibilità di chiudere i negozi tradizionali. Il primo supermercato aprì nel 1973 a Bologna, e nei due anni successivi ne aprirono altri 8, con 19 superette.
L'obiettivo era quello di creare una cooperativa interprovinciale, incorporando Coop Modena e Coop Ferrara, ma questo passo non si fece soprattutto per contrasti tra queste ultime, che nel 1989 si unirono creando Coop Estense. Tuttavia iniziò un progetto di sviluppo in Veneto, incorporando una cooperativa di San Donà di Piave.

### Da Coop Emilia Veneto a Coop Adriatica
Successivamente all'aggregazione della Coop di San Donà, ci fu lo sbarco a Mestre, assorbendo la cooperativa di Carpenedo. Dopo questa fusione, nel 1975 Coop Bologna cambiò ragione sociale in Coop Emilia Veneto, con presidente Ivano Barberini. Iniziarono alcune difficoltà economiche, in quanto gli spacci del Veneto vennero per anni gestiti in perdita, ma proseguì comunque l'ammodernamento della rete.
Negli anni ottanta si decise di pianificare la scissione dei piccoli negozi della provincia di Bologna, che si concretizzò con la creazione della Coop Reno nel 1988, e il trasferimento di 6 negozi da Coop Emilia Veneto alla nuova cooperativa l'anno successivo. Un altro progetto fu quello di creare una Coop unica per l'area adriatica (Emilia-Romagna, Veneto e Marche) unificando le allora 5 grandi Coop della zona (Coop Emilia Veneto, Coop Estense, Coop Nordemilia, Coop Consumatori Friuli-Venezia Giulia e Coop Romagna Marche).
Coop Emilia Veneto da fine anni 80 effettuò aperture a Bologna e Imola. Coop Emilia Veneto concentrò maggiormente lo sviluppo nel Veneto, acquistando la Stargil Italia (che operava con le insegne "Supermercati Full" e "Centri Commerciali OK"), che gradualmente passò a insegna Coop. Nel 1995 fu incorporata la Coop Romagna Marche, con il contestuale cambio di ragione sociale da Coop Emilia Veneto a Coop Adriatica.

### Dal 1995 alla nascita di Coop Alleanza 3.0
La nascita di Coop Adriatica portò a numerose nuove aperture tra il 1995 e il 2010 in Romagna, Marche, Veneto e Abruzzo, nelle zone di Pescara e Chieti. Nel 2003 i supermercati abruzzesi sono stati ceduti. A dicembre 2012 viene inaugurato a Bologna un concept store dedicato ad alimenti biologici e salutistici. Si stabilì inoltre un accordo con altre cooperative per aprire ipermercati in Sicilia, a Palermo, Ragusa, Gravina di Catania e Milazzo.
Dal 1º giugno 2014 è divenuta operativa la fusione per incorporazione con Coop Veneto. Nel marzo 2015 Coop Adriatica, Coop Estense e Coop Nordest si fondono in un'unica nuova cooperativa.: Coop Alleanza 3.0 Coop Adriatica contava 196 punti vendita in 4 regioni.

## Altre attività
Coop Adriatica è entrata anche in altri settori, tramite società controllate, ad esempio Robintur S.p.A. (agenzie di viaggio), Adriatica Libri s.r.l, poi Librerie.coop S.p.A., Luce & Gas èCoop. Ha inoltre fondato IGD SIIQ.

## Soci
Al 31 dicembre 2013 i soci erano 1.210.760 così ripartiti:
- 277.572 in Veneto
- 669.819 in Emilia-Romagna
- 212.776 nelle Marche
- 50.593 in Abruzzo